# Fidias Panayiotou
Fidias Panayiotou (in greco Φειδίας Παναγιώτου?; Nicosia, 10 aprile 2000) è un politico e youtuber cipriota, europarlamentare indipendente dal 2024.

## Biografia
Nato nel distretto di Meniko a Nicosia nel 2000, ha iniziato a postare video su YouTube nel 2019. Tra i contenuti caricati sulla piattaforma vi sono una missione andata a buon fine per abbracciare Elon Musk insieme ad altre 99 celebrità nell'ottobre 2022, interviste a 12 dei 14 candidati alle elezioni presidenziali a gennaio 2023, video challenge mentre viaggiava gratis senza biglietto sulla metropolitana di Bangalore in India, in Giappone e nel Regno Unito. Per questi ultimi video ha ricevuto delle critiche e la stessa piattaforma di YouTube ha cancellato alcuni video per violazione alle proprie linee guida. A giugno 2024, ha più di 2.6 milioni di iscritti al suo canale YouTube.
Nell'aprile 2024 annuncia la sua candidatura al Parlamento europeo da indipendente, con l'obiettivo di promuovere il coinvolgimento dei giovani in politica. Lui stesso ha dichiarato di non avere mai votato in precedenza e di non essersi mai interessato prima alla politica ma di aver voglia di imparare. Tra i contenuti portati in campagna elettorale, ha criticato il sistema di istruzione a Cipro e ha parlato dell'importanza dell'intelligenza artificiale e dei Bitcoin e ha corso per circa 80 km da una parte all'altra dell'isola di Cipro con l'obiettivo di convincere più persone possibile a registrarsi per poter votare (adempimento obbligatorio a Cipro).
Alle elezioni europee di giugno 2024 arriva da indipendente al terzo posto con il 19,4% dei voti pari a 71.330 preferenze, risultando eletto membro del Parlamento europeo. La sua elezione e il suo risultato oltre le aspettative è stata percepita da molti media come un rigetto dei partiti politici tradizionali ciprioti e ha suscitato diverse discussioni sulla disconnessione tra questi partiti e i loro elettori, in particolare quelli più giovani.
Durante i primi giorni del suo mandato ha fatto notizia per aver chiesto ai suoi follower sui social media tramite sondaggi di votare sulle sue decisioni come membro del Parlamento europeo, tra cui il voto sull'elezione della Presidente della Commissione europea Ursula von der Leyen contro la quale ha votato in seguito all'esito del sondaggio.
Ha inoltre partecipato al video dello youtuber americano Mr Beast "Last To Take Hand Off Lamborghini, Keeps It", arrivando al primo posto ed aggiudicandosi così una Lamborghini Aventador.